# Villetta Di Negro

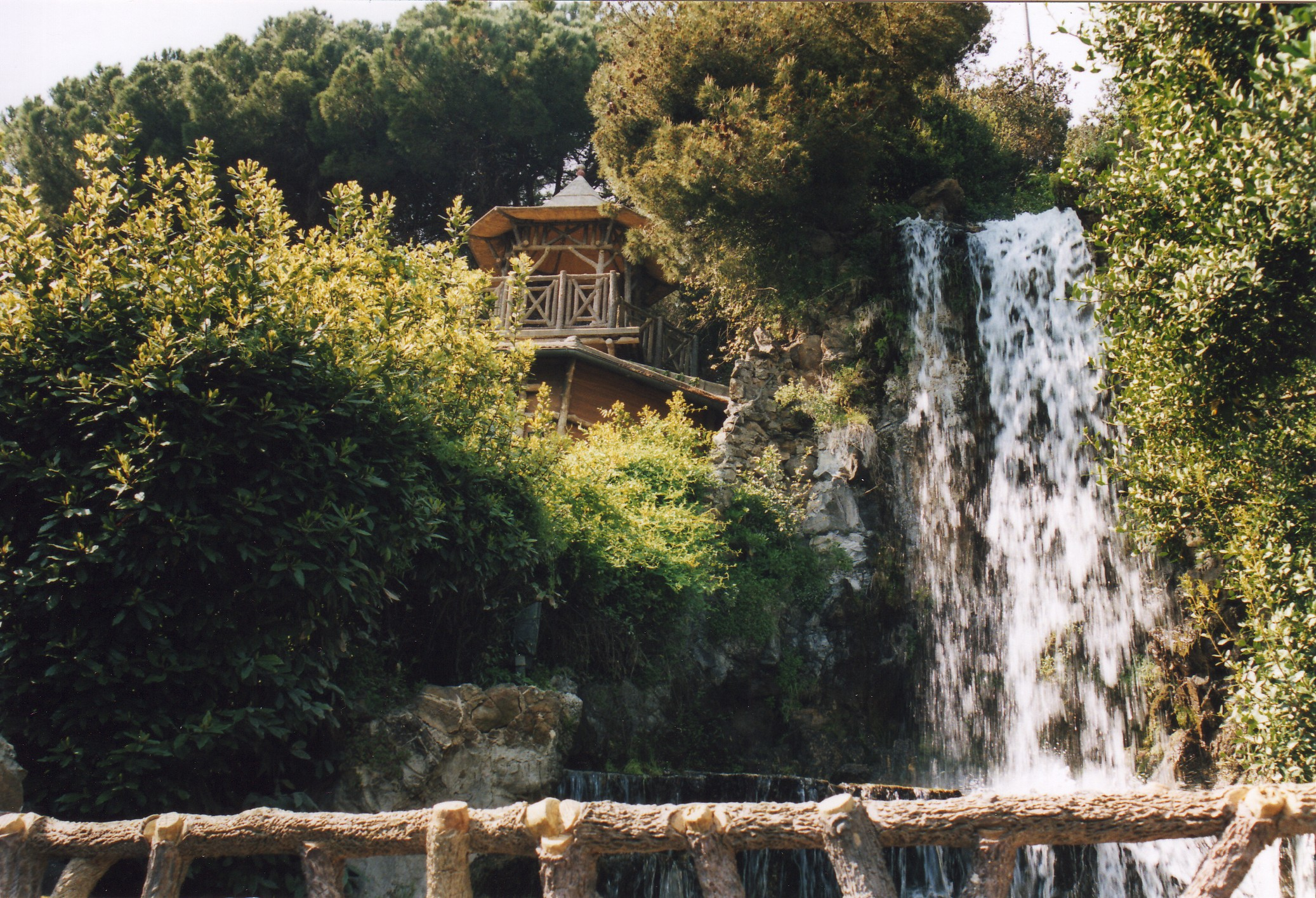
Wodospad w parku Villetta Di Negro

Villetta Di Negro – park publiczny w Genui ze wzgórzem o tej samej nazwie, położony w dzielnicy Castelletto.
Na placu przed parkiem znajduje się pomnik Giuseppe Mazziniego, genueńczyka i bojownika o zjednoczenie Włoch, w samym parku natomiast ustawiono hermę upamiętniającą poetę i noblistę Giosuè Carducciego.
Park został założony w roku 1802 przez markiza Di Negro, który zobowiązał się wobec rajców, że utworzy na tym terenie szkołę botaniki i przez 6 lat będzie ją utrzymywał. W roku 1863, już po śmierci markiza, miasto odkupiło całą parcelę wraz z zabudową. Głównym punktem parku pełnego grot, posągów i sztucznych wodospadów jest wzgórze, z którego roztacza się panorama Genui i na którego szczycie mieści się willa markiza. Początkowo urządzono w niej Muzeum Historii Naturalnej (1873-1912), następnie Muzeum Geologii i Muzeum Archeologii. Dzisiaj willa jest siedzibą Muzeum Sztuki Orientalnej imienia Edoarda Chiossone.